# Noriaki Sanenobu
Noriaki Sanenobu (実信 憲明 Sanenobu Noriaki?, nacido el 7 de mayo de 1980 en Hiroshima) es un exfutbolista japonés. Jugaba de centrocampista y su último club fue el Matsue City FC de Japón.

## Trayectoria

### Clubes
| Club            | País  | Año         |
| --------------- | ----- | ----------- |
| Gainare Tottori | Japón | 2003 - 2013 |
| Matsue City FC  | Japón | 2014 - 2017 |

## Estadística de carrera

### J. League
| Club            | Año   | J. League | J. League | Copa J. League | Copa J. League | Total | Total |
| Club            | Año   | Part.     | Goles     | Part.          | Goles          | Part. | Goles |
| --------------- | ----- | --------- | --------- | -------------- | -------------- | ----- | ----- |
| Gainare Tottori | 2011  | 37        | 9         | -              | -              | 37    | 9     |
| Gainare Tottori | 2012  | 28        | 3         | -              | -              | 28    | 3     |
| Gainare Tottori | 2013  | 35        | 0         | -              | -              | 35    | 0     |
| Total           | Total | 100       | 12        | 0              | 0              | 100   | 12    |